# Ligyra mars
Ligyra mars är en tvåvingeart som först beskrevs av Mario Bezzi 1924.  Ligyra mars ingår i släktet Ligyra och familjen svävflugor. Inga underarter finns listade i Catalogue of Life.